# Sarlai Imre
Sarlai Imre (Budapest, 1904. november 14. – Budapest, 1983. február 16.) magyar színész, a Budapesti Katona József Színház alapító tagja.

## Élete
Budapesten született Stark Jeremiás cipészsegéd és Gutfreund Júlia gyermekeként. Már 16 éves korában, Kispesten társulatban szerepelt. Pályáját 1918-ban kezdte mint vándortársulatok kardalosa. 1930-ban az Új Színházhoz szerződött, utána vidéki társulatoknál működött, rendezőként is. 1939–1945 között nem léphetett színpadra, munkaszolgálatra hívták be. 1945 februárjában Szegeden házasságot kötött Czére Margit színésznővel. A háború után a Szegedi Nemzeti Színház szerződtette, majd erdélyi színpadokon szerepelt. 1953–1961 között a marosvásárhelyi színház tagja volt, tanított a helyi Színművészeti Intézetben. 1961–70-ben a debreceni Csokonai Színházban működött, 1965-től nyugdíjasként. 1974–79-ben Szolnokon játszott. 1979-ben a budapesti Nemzeti Színház szerződtette, majd 1982-től haláláig a budapesti Katona József Színház tagja volt. 1933-tól rendszeresen fellépett a Szegedi Szabadtéri Játékokon.

## Pályája állomáshelyei
- Újpest (1923); Pécs (1927–1929); Új Színház (1929–1930)
- Belvárosi Színház (1930); Király Színház (1935); Erdélyi Mihály társulata (1936–1937)
- OMIKE Művészakció (1940–1944); Szeged (1945–1946)
- Fővárosi Operettszínház (1947); Nagyvárad (1947–1948); Kolozsvár (1948–1951)
- Marosvásárhely (1951–1961); Debreceni Csokonai Színház (1961–1971); Békés Megyei Jókai Színház (1972–1973)
- Szolnoki Szigligeti Színház (1974–1979)
- 1979-ben szerződtette a Nemzeti Színház, fellépési lehetőséget kapott a Vígszínház mellett a Rock Színházban valamint a Játékszínben is.

Jellem és epizódszerepeket alakított, de rendezett is. Főbb rendezései: Ibsen: Peer Gynt; Smetana: Az eladott menyasszony; Johann Strauss: A cigánybáró.
1951 és 1955 között színészmesterséget oktatott a  marosvásárhelyi Szentgyörgyi István Színművészeti Intézetben.
1982-ben – korelnökként – a  Budapesti Katona József Színház alapító tagja volt. Új bemutatón azonban már nem játszhatott, több mint hat évtizedes pályafutása 1983-ban véget ért.

## Szerepeiből
A Színházi adattárban regisztrált bemutatóinak száma: 74. Ugyanitt két színházi fotón is látható.
| - Shakespeare: Makrancos hölgy (Gromio) - Shaw: - Pygmalion (Doolittle) - Szent Johanna (Reimsi érsek) - Nash: Esőcsináló (Sheriff) - Thomas: Szegény Dániel (csavargó) - Kornis Mihály: Halleluja (Tanító) - Bernstein: West Side Story (Doc) - Goldoni: Két úr szolgája (Első hordár) - Füst Milán: Boldogtalanok (Mihály, öreg szolga) - Nem ér a nevem (1961) - Az aranyember (1962) - Húsz óra (1965) - A beszélő köntös (1968) - Bűbájosok (1969) | - Mérsékelt égöv (1970) - Utazás Jakabbal (1972) - Lila ákác (1973) - Plusz-mínusz egy nap (1973) - Idegen arcok (1974) - 141 perc a befejezetlen mondatból (1975) - Kenyér és cigaretta (1975) - Talpuk alatt fütyül a szél (1976) - Tükörképek (1976) - Fogságom naplója (1977) - Veri az ördög a feleségét (1977) - Egy erkölcsös éjszaka (1977) - A kard (1977) - Defekt (1977) - Magyar rapszódia (1978) - BUÉK (1978) | - Boldog születésnapot, Marilyn (1980) - Hogyan felejtsük el életünk legnagyobb szerelmét (1980) - Kojak Budapesten (1980) - Vőlegény (1982) - A csoda vége (1983) - Fogságom naplója (1977) - Muslincák a liftben (1977) - Galilei (1977) - A Zebegényiek (1978) - Zokogó majom 1-5. (1978) - A nagyenyedi két fűzfa (1979) - Fejezetek a Rákóczi-szabadságharcból - Jegor Bulicsov és a többiek (1981) - A száztizenegyes (1982) - Linda (halála után bemutatva) |

## Díjai, elismerései
- Érdemes művész (1979)

## Külső hivatkozások
- HMDB
- Sarlai Imre az Internet Movie Database oldalon (angolul)
- Sarlai Imre a PORT.hu-n (magyarul)